# Norman Manley nemzetközi repülőtér
A Norman Manley Nemzetközi Repülőtér (IATA: KIN, ICAO: MKJP), korábban Palisadoes Airport, a jamaicai Kingstont kiszolgáló nemzetközi repülőtér, 19 km-re New Kingston központjától.

## Futópályák
A repülőtér futópályái:
- 12/30 (2716 m, 45 m, aszfalt)

## Forgalom
Az utasforgalom az elmúlt években az alábbi módon változott:
| Utasok száma | 1 675 966 | 1 590 000 | 1 460 000 | 1 480 000 | 1 370 000 | 1 524 453 | 1 594 096 | 629 400 | 1 562 100 | 1 748 100 |
|              | 2008      | 2009      | 2011      | 2012      | 2013      | 2015      | 2016      | 2020    | 2022      | 2023      |